# Неаполитански залив
Неаполитанският залив (на италиански: Golfo di Napoli) (среща се и като Неаполски залив) е морски залив на Тиренско море, покрай западните брегове на Италия, провинция Неапол, регион Кампания. Вдава се в сушата на 22 km, ширина на входа между нос Мисено на север и нос Пунта Кампанела на юг 30 km. Максимална дълбочина 451 m. От юг заливът е ограничен от планинския полуостров Соренто, а на източния му бряг се издига вулкана Везувий. На запад от залива (извън неговата акватория) са разположени островите Иския и Прочида, а южно – остров Капри. Крайбрежието му е защитено от северните ветрове от ниска планинска верига, има мек средиземноморски климат и е гъсто заселено, като по бреговете му живеят около 4,4 милиона души. Най-големите градове са: Поцуоли, Неапол, Портичи, Торе дел Греко, Торе Анунциата, Кастеламаре ди Стабия и др., в т.ч. и древните градове Помпей и Херкулан.